# Call of Duty: United Offensive
Call of Duty: United Offensive utspelar sig under andra världskriget och är en expansion till Call of Duty. Expansionen är utvecklad av Gray Matter Interactive och distribuerad av Activision. I spelet finns det flera nya vapen, bland annat lätta kulsprutor och bazooka. De nya kampanjerna utspelar sig bland annat under Ardenneroffensiven och Slaget vid Kursk.

## Gameplay
United Offensive är liksom originalet en förstapersonsskjutare. Några av skillnaderna gentemot originalspelet är att spelaren nu kan spurta kortare sträckor och låta granatstubinen brinna ner innan den kastas iväg. Sedan tillkom det flera nya vapen. Dessa är: 
- SVT-40 (Ryssland)
- DP 28 (Ryssland)
- Tokarev TT-33 (Ryssland)
- Browning M1919 (USA)
- Bazooka (USA)
- Webley Mk IV (Storbritannien)
- Gewehr 43 (Tyskland)
- Maschinengewehr 34 (Tyskland)
- Panzerschreck (Tyskland)
- Flammenwerfer (Tyskland)

### Multiplayer
Spelet förde med sig ett antal stora förändringar i spelets flerspelarläge. Där originalspelet främst var ett infanterislagsmål på små områden har expansionen fört med sig ett antal spelmässiga förändringar. Många av spelets flerspelarbanor är mycket större än de gamla och även initiativ som mobila maskingevär och fordon är införda. Ett enkelt rankingsystem är också inkorporerat, där spelare får fler fördelar ju fler poäng de får. Rangerna är dock endast temporära och försvinner när spelaren stänger av spelet.

## Kampanjer
United Offensive innehåller liksom Call of Duty tre kampanjer där spelaren får spela som amerikaner, ryssar och britter. Sammanlagt finns det 13 nivåer.

### Amerikanska
Man spelar som korpral Scott Riley i den amerikanska armén.
Battle of the Bulge - Bastogne Del 1 December 26, 1944 kl. 15.30.
Man ska försvara amerikanska högkvarteret mot tyskarna. Här får man bland annat använda bazooka och .30 kalibrigt maskingevär för första gången.
Battle of Bulge - Bastogne Del 2 13 januari 1945 kl. 02.19.
Nattuppdrag. Man ska attackera och förstöra fiendens artilleribatterier och ta över och säkra huvudvägen till staden Foy.
Battle of the Bulge - Foy 13 januari 1945 kl. 11.00.
Man ska attackera och ta över staden Foy och sedan säkra vägen och bron som leder till staden Noville.
Battle of the Bulge - Noville 15 januari 1945 kl. 11.30.
Man ska ta över staden Noville och säkra alla hus. Sedan ska man försvara sig mot tyskarnas motanfall.

### Brittiska
Man spelar som Sergeant James Doyle, en soldat vid S.O.E.
Somewhere over the English Channel September 2, 1941
I det här uppdraget ska man skydda ett bombplan från fiendens jaktplan. Målet är att bomba ett industrikomplex vid Kotterdam.
Somewhere in Holland September 2, 1941 kl. 22.00.
Det här börjar där den första uppdraget slutade. Efter att ha bombat industri komplexet blev bombplanet nedskjuten. Sgt. James Doyle klara sig för han hade fallskärmen på sig. Efter att ha landat i ett träd blir Doyle upplockat av en motståndsstyrka i Holland. Där möter han major Ingram. Tillsammans med en motståndarstyrka ska de spränga en viktig bro för tyskarna.
Capo Murro di Porco, Sicily Del 1 12 juli 1943 kl. 09.00.
2 år efter sin landning i Holland blir Sgt. James Doyle upplockad av SAS för att vara med i "Operation Husky". Teamet kommer att infiltrera en bunker och förstöra kanonerna vid Capo Murro di Porco.
Capo Murro di Porco, Sicily Del 2 12 juli 1943 kl. 09.42
Nu ska man fly från tyskarna med en moped med sidovagn genom staden Capo Murro med major Ingram.

### Ryska
Kampanjen handlar bland annat om att man ska slåss mot tyskarna under slaget vid Kursk.
De två sista banorna är i Charkiv.